# Belterra
Belterra is een gemeente in de Braziliaanse deelstaat Pará. De gemeente telt 18.099 inwoners (schatting 2022).

## Geografie

### Hydrografie
De gemeente ligt aan de rivier de Tapajós.

### Aangrenzende gemeenten
De gemeente grenst aan Aveiro, Mojuí dos Campos, Placas, Rurópolis en Santarém.

### Beschermd gebied

#### Bosgebied
- Floresta Nacional do Tapajós

## Verkeer en vervoer

### Wegen
Belterra is via de hoofdweg BR-163 verbonden met het naburige Santarém tot ver in het zuiden met de gemeente Tenente Portela in de staat Rio Grande do Sul.